# Oscil·lador químic

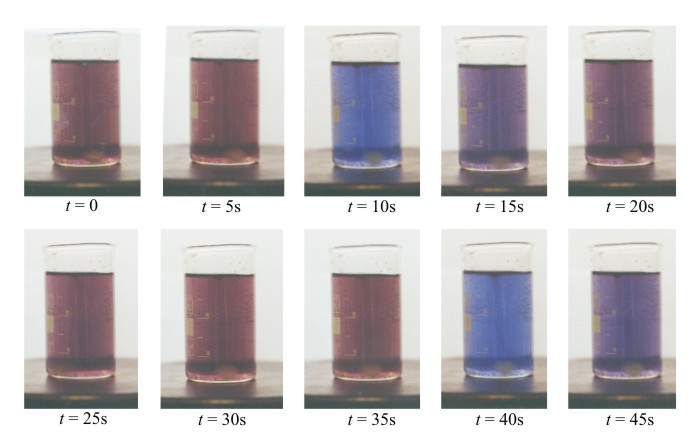
Una barreja de reacció BZ agitada que mostra canvis de color amb el temps

Un oscil·lador químic és una barreja complexa de compostos químics reactius en què la concentració d'un o més components exhibeix canvis periòdics. Són una mena de reaccions que serveixen com a exemple de termodinàmica del no equilibri amb un comportament lluny de l'equilibri. Les reaccions són teòricament importants, perquè mostren que les reaccions químiques no han d'estar dominades pel comportament termodinàmic de l'equilibri.
En els casos en què un dels reactius tingui un color visible, es poden observar canvis de color periòdics. Exemples de reaccions oscil·lants són la reacció de Belousov-Zhabotinsky (BZ), la reacció de Briggs-Rauscher i la reacció de Bray-Liebhafsky.

## Història
L'evidència científica més primerenca que aquestes reaccions poden oscil·lar va ser rebuda amb extrem escepticisme. El 1828, G. T. Fechner va publicar un informe d'oscil·lacions en un sistema químic. Va descriure una cel·la electroquímica que produïa un corrent oscil·lant. El 1899, W. Ostwald va observar que la velocitat de dissolució del crom en àcid augmentava i disminuïa periòdicament. Tots dos sistemes eren heterogenis i es creia aleshores, i durant gran part del segle passat, que els sistemes oscil·lants homogenis no existien. Tot i que les discussions teòriques es remunten al voltant de 1910, l'estudi sistemàtic de les reaccions químiques oscil·lants i del camp més ampli de la dinàmica química no lineal no va quedar ben establert fins a mitjans de la dècada del 1970.

## Teoria
Els sistemes químics no poden oscil·lar al voltant d'una posició d'equilibri final perquè aquesta oscil·lació violaria la segona llei de la termodinàmica. Per a un sistema termodinàmic que no està en equilibri, aquesta llei requereix que el sistema s'acosti a l'equilibri i no se n'allunyi. Per a un sistema tancat a temperatura i pressió constants, el requisit termodinàmic és que l'energia lliure de Gibbs ha de disminuir contínuament i no oscil·lar. Tot i això, és possible que les concentracions d'alguns intermedis de reacció oscil·lin, i també que oscil·li la velocitat de formació de productes.
Els models teòrics de reaccions oscil·lants han estat estudiats per químics, físics i matemàtics. En un sistema oscil·lant, la reacció d'alliberament d'energia pot seguir almenys dos camins diferents, i la reacció canvia periòdicament d'un camí a un altre. Una d'aquestes vies produeix un intermedi específic, mentre que una altra via, el consumeix. La concentració d'aquest intermedi desencadena el canvi de vies. Quan la concentració de l'intermedi és baixa, la reacció segueix la ruta de producció, fet que porta a una concentració relativament alta de l'intermedi. Quan la concentració de l'intermedi és alta, la reacció canvia a la via de consum.
S'han creat diferents models teòrics per a aquest tipus de reacció, entre els quals hi ha el model Lotka-Volterra, el Brusselator i l'Oregonator. Aquest últim va ser dissenyat per simular la reacció de Belousov-Zhabotinsky.

## Tipus

### Reacció de Belousov-Zhabotinsky (BZ)
Una reacció de Belousov-Zhabotinsky és un de diversos sistemes químics oscil·lants, l'element comú dels quals és la inclusió de brom i un àcid. Un aspecte essencial de la reacció BZ és la seva anomenada «excitabilitat» (sota la influència dels estímuls, es desenvolupen patrons en allò que altrament seria un mitjà perfectament inactiu). Algunes reaccions rellotge, com les reaccions de Briggs-Rauscher i la BZ que utilitzen el químic bipiridil de ruteni com a catalitzador, poden excitar-se en una activitat d'autoorganització a través de la influència de la llum.
Boris Belousov va notar per primera vegada, en algun moment de la dècada del 1950, que en una barreja de bromat de potassi, sulfat de ceri (IV), àcid propanodioic (àcid malònic) i àcid cítric en àcid sulfúric diluït, la proporció de concentració de ceri (IV) i els ions de ceri (III) van oscil·lar, provocant que el color de la solució oscil·lés entre una solució groga i una solució incolora. Això és perquè l'àcid propanodioic redueix els ions de ceri (IV) a ions de ceri (III), que després s'oxiden novament a ions de ceri (IV) per ions de bromat (V).

### Reacció de Briggs-Rauscher
La reacció oscil·lant de Briggs-Rauscher és una de les poques reaccions químiques oscil·lants conegudes. És especialment adequat per a fins de demostració a causa dels seus canvis de color visualment cridaners: la solució incolora acabada de preparar es torna lentament d'un color ambre, canviant sobtadament a un blau molt fosc. Això s'esvaeix lentament a incolor i el procés es repeteix, unes deu vegades en la formulació més popular.

### Reacció de Bray-Liebhafsky
La reacció de Bray-Liebhafsky és un rellotge químic descrit per primera vegada per W. C. Bray el 1921 amb l'oxidació del iode a iodat:
5 H₂O₂ + I₂ → 2 IO−
3 + 2 H+ + 4 H₂O
i la reducció de iodat a iode:
5 H₂O₂ + 2 IO−
3 + 2 H+ → I₂ + 5 O₂ + 6 H₂O